# Museo del Aire de Honduras

El Museo del Aire de Honduras o "Museo del Aire General Gerardo Enrique Carvajal Midence", es un museo aeronáutico ubicado en la ciudad de Tegucigalpa en la República de Honduras y es el único ente que recopila la historia aeronáutica de ese país. 
El museo es administrado por la Fundación Museo del Aire de Honduras, organización creada en el año 2000 bajo Decreto del Congreso Nacional de Honduras, con el propósito de recuperar, restaurar, investigar, estudiar y preservar el legado histórico de la aviación nacional y motivar a los presentes y futuros hondureños a ingresar en este mundo de alto desarrollo tecnológico para beneficio de toda la sociedad. La idea de crear el “Museo del Aire de Honduras” nace a partir de la década de los años cincuenta, cuando los aviones empiezan a ser recuperados, pintados y trasladados a lo que es hoy el club de oficiales de la FAH.

## Historia
La Fuerza Aérea Hondureña empieza a almacenar aviones que ya no usa, en principal los adquiridos en los años 1930 en su mayoría ejemplares propulsadas a motor y hélices, monoplanos, biplanos, avionetas y algunos reactores, adquiridos en la década de los años 1970. En el año de 1981 la exhibición fue bien acogida por el público que admiró a los aviones históricos y que incluso algunos ejemplares en buenas condiciones volaron. Tal fue el caso de los aparatos NA-16, el Corsario y los aviones AT-6. Cinco años después en 1986 representantes del Museo Nacional del Aire y el Espacio del Instituto Smithsoniano de los Estados Unidos de América, concienciaron al público hondureño mediante charlas y conferencias realizadas en el Instituto Hondureño de Cultura Interamericana-IHCI del potencial de contar con un museo de aviación nacional, es así que la iniciativa da sus primeros pasos dentro del comando y personal activo de la Fuerza Aérea Hondureña (F.A.H) los cuales se involucran en alto grado en fundar y organizar el “Museo del Aire de Honduras”. El segundo paso fue la disposición de donar 12 aeronaves en el Club de Oficiales de la F.A.H. a finales de los años 80 lo que determina la segunda etapa en firme para la organización de tan importante proyecto. Más tarde, en junio del 2000 la primera reunión con personas ahondadas formalmente en el proyecto llevó a la conclusión de organizar un “Comité Pro-Museo del Aire”, convocados todos por el entonces Comandante coronel Gerardo E. Carvajal, y con participación de voluntarios y demás personas interesadas en la conservación del patrimonio histórico aeronáutica del país. El comité presenta y firma el documento de Acta de Constitución de la “Fundación Museo del Aíre de Honduras” un 30 de agosto de 2000, en las instalaciones de la Fuerza Aérea Hondureña sede en el Aeropuerto Toncontín en la ciudad capital de Tegucigalpa, M.D.C. la creación de la fundación cuenta con los instrumentos legales de: Personería Jurídica con registro No. 102-2002; y, el Decreto emitido por el soberano Congreso Nacional de Honduras Bajo No. 144-2003.
La organizada fundación cuenta con veintidós miembros voluntarios, los cuales en su mayoría recibieron en el año 2003 capacitación museográfica por parte de la Universidad Pedagógica Nacional Francisco Morazán (UPNFM).

## Colección de aeronaves
La fundación y museo cuenta con veinticinco aeronaves las cuales fueron traspasadas a la organización mediante Decreto No. 144-2003 emitido por el Congreso Nacional y mediante donaciones privadas. En su mayoría los ejemplares pertenecieron activamente a la Fuerza Aérea Hondureña y el resto fueron donadas por personas privadas.
Además de otras en proceso de restauración y mantenimiento técnico por expertos, algunos de estos ejemplares tanto helicópteros y aviones pueden funcionar perfectamente y volar debido al profesional mantenimiento, entre los otros aparatos se encuentran, los modelos siguientes:

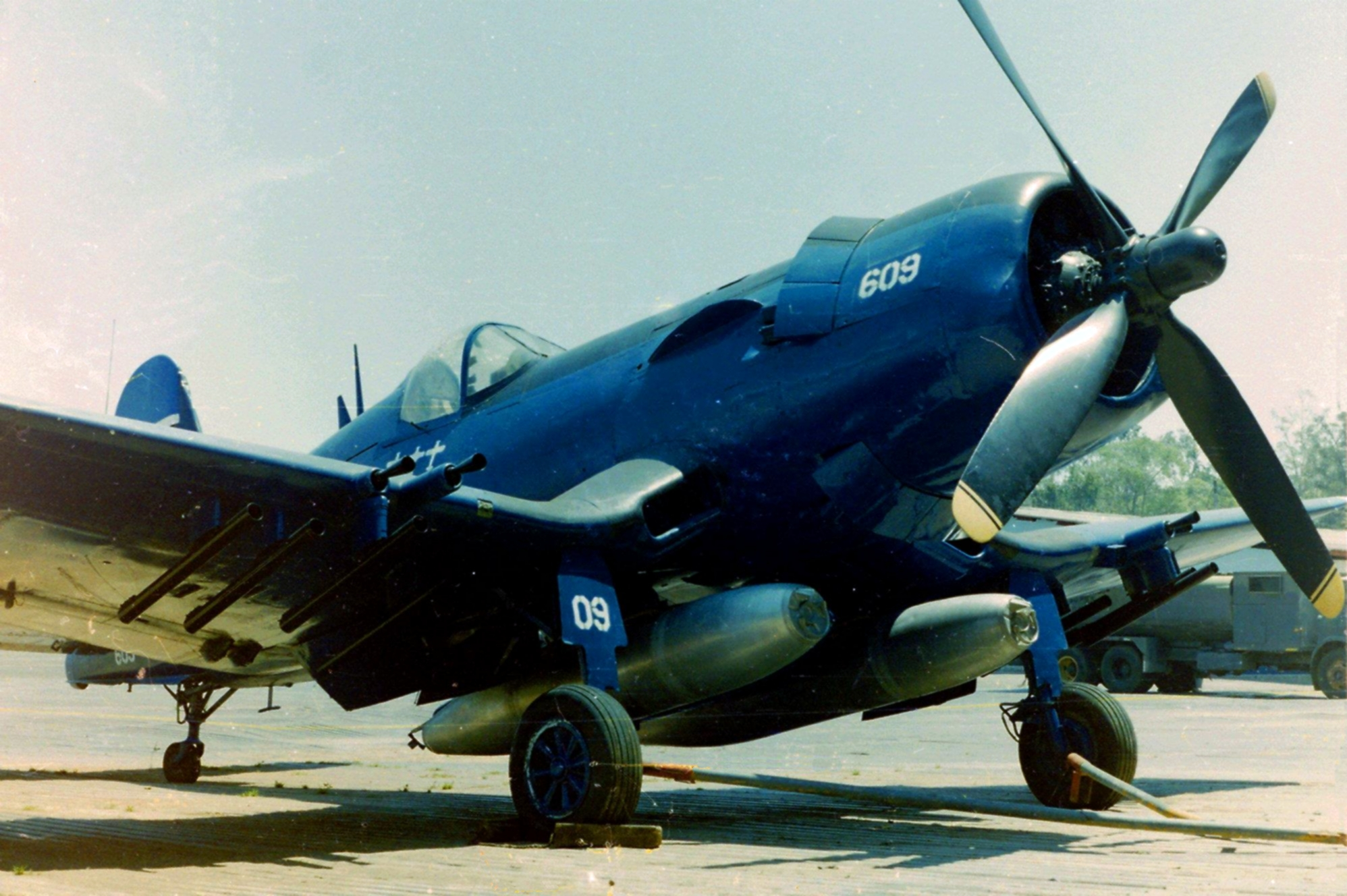
Caza Chance Vought Corsair F4u-5n, matrícula FAH-609, usado por el héroe Soto en la "Guerra del Fútbol" en 1969.

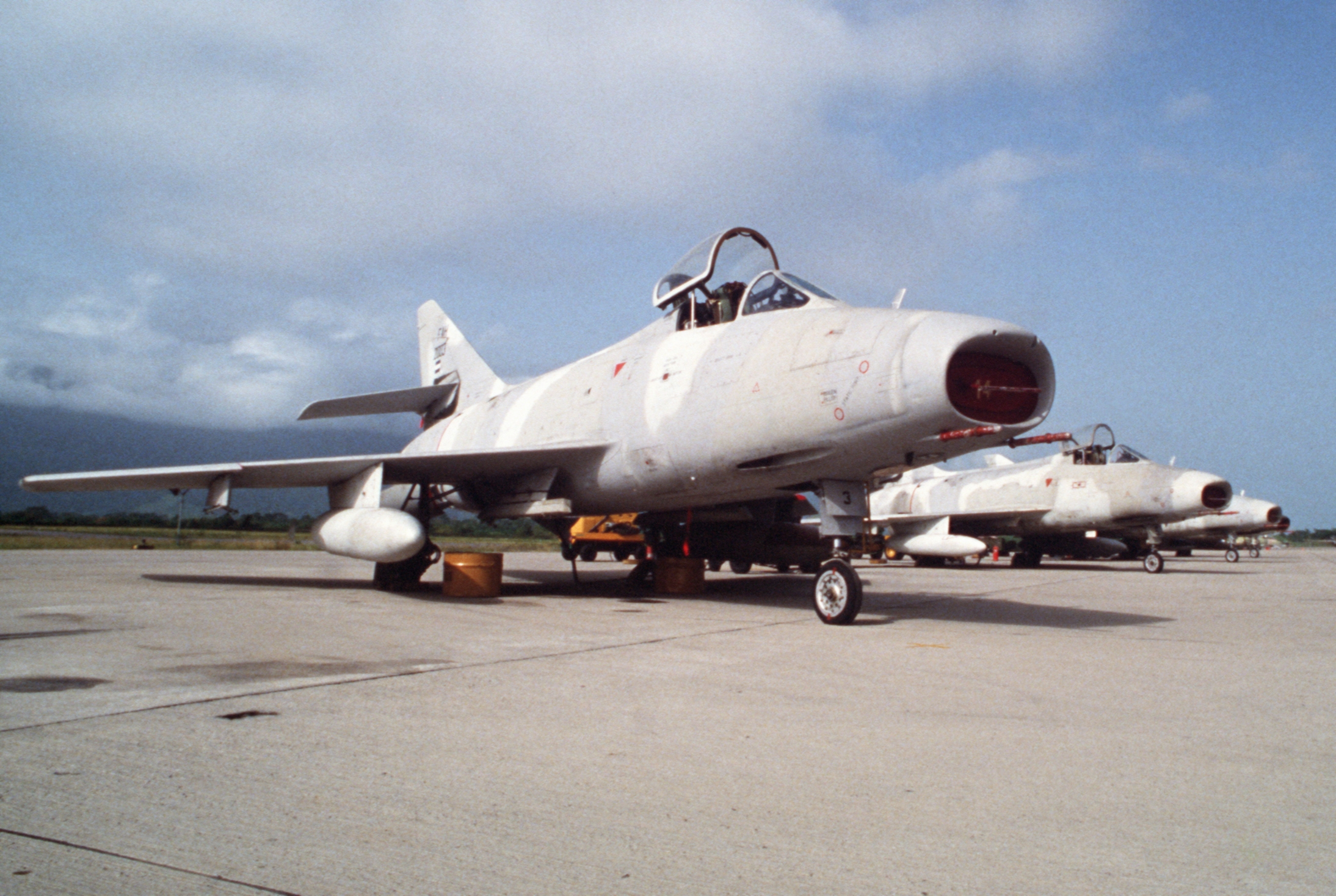
Caza Dassault Super Mysteres adquiridos por Honduras en la década de los años 1970's

| Modelo                    | Matrícula y datos |
| AMD Super Mystere B.2     | FAH-2009          |
| Beechcraft AT-11          | FAH-105           |
| Beechcraft Twin Bonanza   |                   |
| Bell P-63E King Cobra     | FAH-402           |
| Bell UH-1B                | FAH-934           |
| Bell 47G-4                | FAH-910           |
| Canadair CL-13 MkIV/F-86E | FAH-3006          |
| Cessna T-41D              | FAH-225           |
| Cessna 185B               | FAH-111           |
| Cessna A-37B              | FAH-1018          |
| Cessna 206                | HR-IAD            |
| Cessna 337 Skymaster      | HR-HCM            |
| Curtiss C-46 Commando     |                   |
| Douglas C-47              | FAH-315           |
| Douglas C-47              | FAH-306           |
| Douglas DC-6              |                   |
| Fiat F-86K                | FAH-1102          |
| Hughes TH-55A             | FAH-917           |
| Lockheed T-33A            | FAH-1200          |
| North American AT-6C      | FaH-205C          |
| North American NA-16      | FAH-21            |
| North American T-28B      | FAH-230           |
| Stearman PT-17            | FAH-46            |
| Vought F4U-5N Corsario    | FAH-609           |
| Vultee BT-13              | FAH-60            |

### Piezas únicas
El museo cuenta con la aeronave considerada la más antigua en el país, registrado en el año 1937 y el cual es un NA-16 que sería quizás el único ejemplar existente en el mundo. El NA-16 ingresó al país centroamericano en 1935 adquirido por el gobierno del Doctor y general Tiburcio Carías Andino, lo que convirtió a la Fuerza Aérea Hondureña en una de las más modernas de la región en esa década. Según investigaciones, es la única aeronave de su modelo en estado completo y con todas sus piezas originales en el mundo. Su último vuelo lo realizó en el 50 aniversario de la Fuerza Aérea Hondureña en 1981. El museo restaúro la aeronave en el 2002, previo a abrir sus puertas al público en general.
Otra pieza única y que cuenta con un récord mundial, es el avión Chance Vought Corssair F4U-5N, matriculado FAH-609, siendo el más famoso por ser el último avión de motor y hélice en entrar en combate en la historia, durante la Guerra del Fútbol entre las repúblicas de El Salvador y Honduras en 1969 y que fue pilotado por el héroe y as del aire el capitán Fernando Soto Henríquez “El Flaco”.
El Parque Aeronáutico del Museo cuanta ya con el avión Lockheed Hércules C-130 y matrícula FAH-558 cuando era parte de la Fuerza Aérea Hondureña y de nombre clave "Samurai01" que fue pilotado por el Coronel de Aviación "Gerardo Carvajal Midence", fundador del Museo del Aire. Debido a su iniciativa de empezar los tramites de creacion del museo, la Asamblea General de miembros decidio poner su nombre al Museo para honrar su memoria [cita requerida]

## Sección física del museo
El área del museo es de alrededor de cinco hectáreas de terreno ubicado en la Fuerza Aérea Hondureña en Toncontín, Tegucigalpa, M.D.C. Arrendado por un término de cien años con el Estado de Honduras y contrato autorizado mediante el Decreto No. 144-2003 emitido por el Congreso Nacional. La infraestructura, cuenta con una sala de exhibiciones y con una exposición al aire libre de la colección de las aeronaves, además de artefactos y piezas históricas, fotografías, documentos, y algunos vídeos históricos, estos últimos a ser catalogados en el futuro proyecto de Archivo Aeronáutico de Honduras, dependencia a ser creada por la F.M.A.H. Oficina de la administración, un contable, y otra de exhibición, mantenimiento y restauración de aviones e integrada por técnicos en mantenimiento de aviones especializado. Una tienda encontrada en el Aeropuerto internacional de Toncontín y otra en el edificio de exhibiciones con el fin de lograr autosuficiencia económica. El Parque Aeronáutico se abrió al público en septiembre del año 2002 y atiende al público general los días de martes a viernes de 8:00 a. m. a 12:00 p. m. y sábado y domingo con horarios de 10.00 a. m. hasta las 5:00 p. m. (17.00 horas); los días de semana se atiende previa cita a grupos como ser instituciones técnicas, Universidades, colegios, escuelas, y público en general.
El museo adopta el nombre del "Gral. Gerardo Enrique Carbajal Midence" en memoria del comandante de la FAH que dio los pasos necesarios para la legalización de la institución Museo del Aire y que no pudo ver culminada su obra, ya que fallecería en un accidente automovilístico en agosto de 2001. En cesión extraordinaria celebrada a inicios de 2002 la Asamblea de Miembros de la Fundación Museo del Aire decide renombrar el museo en reconocimiento póstumo. 

### Membresías
La Fundación Museo del Aíre de Honduras forma parte de la Sociedad Latino Americana de Historiadores de Aviación (L.A.A.H.S), la Federación Iberoamericana de Estudios Aéreo-Espaciales, y la Asociación de Museos Aeronáuticos de Iberoamérica.

### Directores
- Abog. Jubal Valerio Hernandez 2002-2004
- Capitán (r) Jurguen Hesse Hoya, 2004-2006, 2006-2008
- Capitán(r) Anthony Eris Stevensson, 2008-20012
- Cnel. (r) Jose Alfredo San Martin, 2012-2014
- Lic. Mario Hernán Mejía Herrera, 2014 - 2019
- Cnel. Javier Rene Barrientos, 2019-2021
- Lic. Eduardo Antonio Sosa Medina, 2022-actual.

## Enlaces a modo de referencias
- Página Museo del Aíre de Honduras:
- Sección “Aviación Catracha” del Diario La Tribuna (Honduras) ejemplar de los días sábado.
- Artículo sobre la Fuerza Aérea Hondureña  (consultado 2013)
- Página de Historia de Honduras  (consultado 1013)
- Entrevista con Carlos Rosales, exmiembro del Museo del Aire.
- Sección de Historia, ORRPP-FAH. (Consultado 2013)

- Datos: Q15976296